# Chostonectes johnsonii
Chostonectes johnsonii är en skalbaggsart som först beskrevs av Clark 1862.  Chostonectes johnsonii ingår i släktet Chostonectes och familjen dykare. Inga underarter finns listade i Catalogue of Life.